# Gustavo Nery
Gustavo Nery de Sá da Silva, meglio conosciuto come Gustavo Nery (Nova Friburgo, 22 luglio 1977), è un ex calciatore brasiliano, che giocava come difensore.

## Palmarès

### Club

#### Competizioni statali
- Supercampeonato Paulista: 1

San Paolo: 2002

#### Competizioni interstatali
- Torneo Rio-San Paolo: 1

San Paolo: 2001

#### Competizioni nazionali
- Campionato brasiliano: 1

Corinthians: 2005

### Nazionale
- Coppa America: 1

Perù 2004

### Individuale
- Equipo Ideal de América: 1

2005